# Jacques B. Hess
Jacques-Bernard Hess (* 23. Juni 1926 in Saigon, Vietnam; † 9. Dezember 2011 in Bonzac, Département Gironde) war ein französischer Jazz-Bassist, Autor, Übersetzer, Musikkritiker und -historiker.

## Leben und Wirken
Hess war im Zweiten Weltkrieg in der französischen Résistance aktiv; gegen Ende des Krieges wurde er im Konzentrationslager Buchenwald interniert. Er erhielt später die Auszeichnung Ritter der Ehrenlegion. Nach Kriegsende arbeitete er als Bassist in der Pariser Jazzszene u. a. mit Claude Bolling, Jack Diéval und Sonny Grey. Er vertrat 1959 kurz Jimmy Woode im Duke Ellington Orchestra während einer Frankreich-Tournee; außerdem begleitete er Bud Powell und Barney Wilen 1961 bei einer Italientour, ferner Milt Jackson in Paris. Er leitete 1963 ein eigenes Ensemble mit René Thomas, Sonny Grey, Charles Saudrais und Henri Renaud; außerdem wirkte er bei letzten Studio-Aufnahmen Eric Dolphys in Paris am 11. Juni 1964  mit Jack Diéval, Donald Byrd und Nathan Davis mit, die unter dem Titel Last Recordings erschienen. Dann arbeitete er im Trio von Larry Young (In Paris: The ORTF Recordings). In der Diéval-Band begleitete er 1965 die Sängerin Blossom Dearie. Nach Tom Lord ist er als Bassist an 27 Aufnahmen zwischen 1956 und 1965 beteiligt.
In seiner Tätigkeit als Autor, Musikkritiker und -Historiker schrieb Hess regelmäßig in Jazz Magazine und Jazz Hot. Er unterrichtete Geschichte des Jazz an der Pariser Sorbonne, interviewte Thelonious Monk für das französische Fernsehen und war Mitherausgeber der Encyclopedie Jazz Hot (1989/90). Hess betätigte sich zudem auch als Übersetzer von Texten aus dem Jazzbereich wie Wait until Dark: Jazz and the Underworld von Ronald L. Morris und Beneath the Underdog von Charles Mingus, ferner literarischer Werke von Kurt Vonnegut oder Len Deighton. Hess schrieb auch Liner Notes u. a. für die Kompilation Mahalia Jackson’s Greatest Hits und die Liberian Suite von Duke Ellington. Zuletzt lebte er im südwestfranzösischen Bonzac nahe Bordeaux.

## Diskographische Hinweise
- Donald Byrd & Bobby Jaspar – Paris '58 (1958, ed. 2023)
- II Sastanak U Studiju (2nd Meeting In Studio) (Cosmic Sounds 1961, ed. 2002) mit Art Taylor, Bernard Vitet, Jack Dieval, François Jeanneau
- Remembering René Thomas (1955-1962, ed. 2020)
- Herb Geller – European Rebirth 1962 Paris Sessions (1962, ed. 2022)
- Eric Dolphy & The Champs Elysées All Stars – Unrealized Tapes/Last Recordings (1964, ed. 1988)
- Larry Young – In Paris: The ORTF Recordings (1964/65, ed. 2016)

## Publikationen
- André Fanelli, Felix W. Sportis, Jacques B. Hess, Maurice Cullaz& Guy Reynard (Ed.): Encyclopedie Jazz Hot. Saint-Antoine, Editions de L' Instant. 1989 - 90,
- Bebop. Saint-Antoine, Editions de l'Instant, 1989, ISBN 2-86929-151-5 (2-86929-151-5)
- Le Ragtime, Collection Que sais-je ?. Presses Universitaires de France, 1992[1]
- Hess-O-Hess, Chroniques 1966-1971 (Editions Alter ego, 2013)